# Daniel Goldmann
Karl Daniel Goldmann, född 23 november 1968, är en svensk skådespelare och regissör.
Goldmann är utbildad vid Teaterhögskolan i Göteborg 1988–1992 och har därefter verkat som skådespelare på bland annat Stockholms stadsteater, Riksteatern, Folkteatern i Gävleborg, Boulevardteatern och Orionteatern. Sedan år 2000 är han även verksam som regissör och har som sådan gjort uppsättningar på bland annat Riksteatern, Teater Tre, Operasällskapet Kamraterna, Boulevardteatern, Pantomimteatern, Teater Kung och Drottning, Unga Roma, Teater Martin Mutter och Teater Praktika i Moskva.

## Filmografi
- 2004 – Falla vackert
- 2005 – Om du var jag (TV-serie)
- 2009 – Beck – I stormens öga
- 2010 – Tennispappor
- 2012 – De fem legenderna
- 2012 – Modig
- 2012 – Piraterna!
- 2013 – Vi är bäst!
- 2020 – White wall (TV-serie)
- 2020 – Måste gitt-serien (TV-serie)

## Teater

### Roller (ej komplett)
| År   | Roll                                   | Produktion                                        | Regi                  | Teater                     |
| ---- | -------------------------------------- | ------------------------------------------------- | --------------------- | -------------------------- |
| 1991 | Edmond Dantès                          | Greven av Monte Cristo                            | Ulf Fembro            | Folkteatern Gävleborg      |
| 1993 | Angelica                               | Skuggan av Mart                                   | Rolf Berlin           | Folkteatern Gävleborg      |
| 1994 | Rogosjin                               | Idioten                                           | Sven Holm             | Folkteatern Gävleborg      |
| 1996 | Simon, Munken m.fl.                    | Den kaukasiska kritcirkeln                        | Rolf Berlin           | Folkteatern Gävleborg      |
| 1996 | Mortimer                               | Henry IV                                          | Peter Oskarson        | Folkteatern Gävleborg      |
| 1997 | Far                                    | Ridlägret Vildmarken                              | Michael Cocke         | Folkteatern Gävleborg      |
| 1998 | Första fiolen                          | Kvartetten som sprängdes                          | Joakim Groth          | Riksteatern                |
| 1999 | Div roller                             | The Ika Nord Experience                           | Ika Nord              | Something Else Productions |
| 2001 | Edward                                 | My Darling Sister                                 | Josette Bushell-Mingo | Boulevardteatern           |
| 2002 | Direktören                             | Cirkus Piggelin                                   | Stalle Ahrreman       | Circonova                  |
| 2005 | Pappan, Pavel m.fl.                    | Namn: Spielrein Sabina                            | Michaela Granit       | Stockholms stadsteater     |
| 2006 | Jösses flickor – Återkomsten           | Margareta Garpe, Suzanne Osten och Malin Axelsson | Maria Löfgren         | Stockholms stadsteater     |
| 2007 | Kaptenen, Den amerikanske ambassadören | Nya processen                                     | Hugo Hanssén          | Stockholms stadsteater     |
| 2014 | Alla roller                            | Ur svenska hjärtans djup                          | Daniel Goldmann       | Boulevardteatern           |
| 2015 | Div roller                             | Stjärnlösa nätter                                 | Roger Westberg        | Boulevardteatern           |
| 2021 | Div roller                             | Improv All Stars                                  | Martin Geijer         | Improvisationsstudion      |